# Arceuthobium gillii
Arceuthobium gillii là một loài thực vật có hoa trong họ Santalaceae. Loài này được Hawksw. & Wiens mô tả khoa học đầu tiên năm 1964.